# 造骨牛奶蛋白
根据蒙牛公司的宣传资料，造骨牛奶蛋白（Osteoblasts Milk Protein，OMP）「是一种微量存在于牛乳中的天然活性蛋白，在有效提高人体骨密度方面具有独特的效果，即传统的补钙机制是强调让人体补充钙、吸收钙，而OMP的独特之处在于，它能够帮助肌体留住钙。」

## 製造及成分
OMP的原材料经由上海统圆食品技术有限公司进口自新西兰的Tatua奶业公司。蒙牛开始声称OMP中的主要活性成分是胰岛素样生长因子 (IGF-1),但随后否认加入IGF-1并称OMP是同牛乳碱性蛋白。因为在一定剂量下IGF-1可能引起癌症。该公司还宣称，此种添加剂(MBP)在欧洲，美国，日本被广泛使用，并得到新西兰食品安全署和美国食品药品监督管理局(U.S. Food and Drug Administration|FDA )认可.但美国食品药品监督管理局信中 指出的为一种被日本雪牌奶品公司使用的添加剂。广东奶业协会的一位负责人说，OMP很少被用于奶制品中，并就其对人体健康的影响未有全球验证的结论。
根据蒙牛健康部表示，OMP是牛奶经脱脂、膜过滤等方法获得的牛奶蛋白组分，主要成分为乳铁蛋白、乳过氧化物等。 

## 使用
自从2005年，该物质被中国蒙牛奶品公司作为一种食品添加剂使用到产品蒙牛特伦苏中，并聲稱可以促進对钙的吸收和骨骼中造骨细胞的生长，「能有效增加骨骼密度和造骨細胞活力，防止骨質疏鬆」。2009年2月，中华人民共和国国家质量监督检验检疫总局在2008年中国奶制品污染事件，三聚氰胺在一些奶制品中被发现后的一次普查中发现出OMP在该奶制品中的使用，并認為有關蛋白質可能會带来飲用者患癌的風險，所以暫時停止在奶類製品中添加OMP，但没有召回市场上现有的产品。.
同年2月13日，中华人民共和国卫生部声明OMP“对人体健康无害”，但对此仍采取禁令，因为进口供应商尚未对此提供书面证明。

## 參见
- 骨質疏鬆